# Ujeścisko-Łostowice

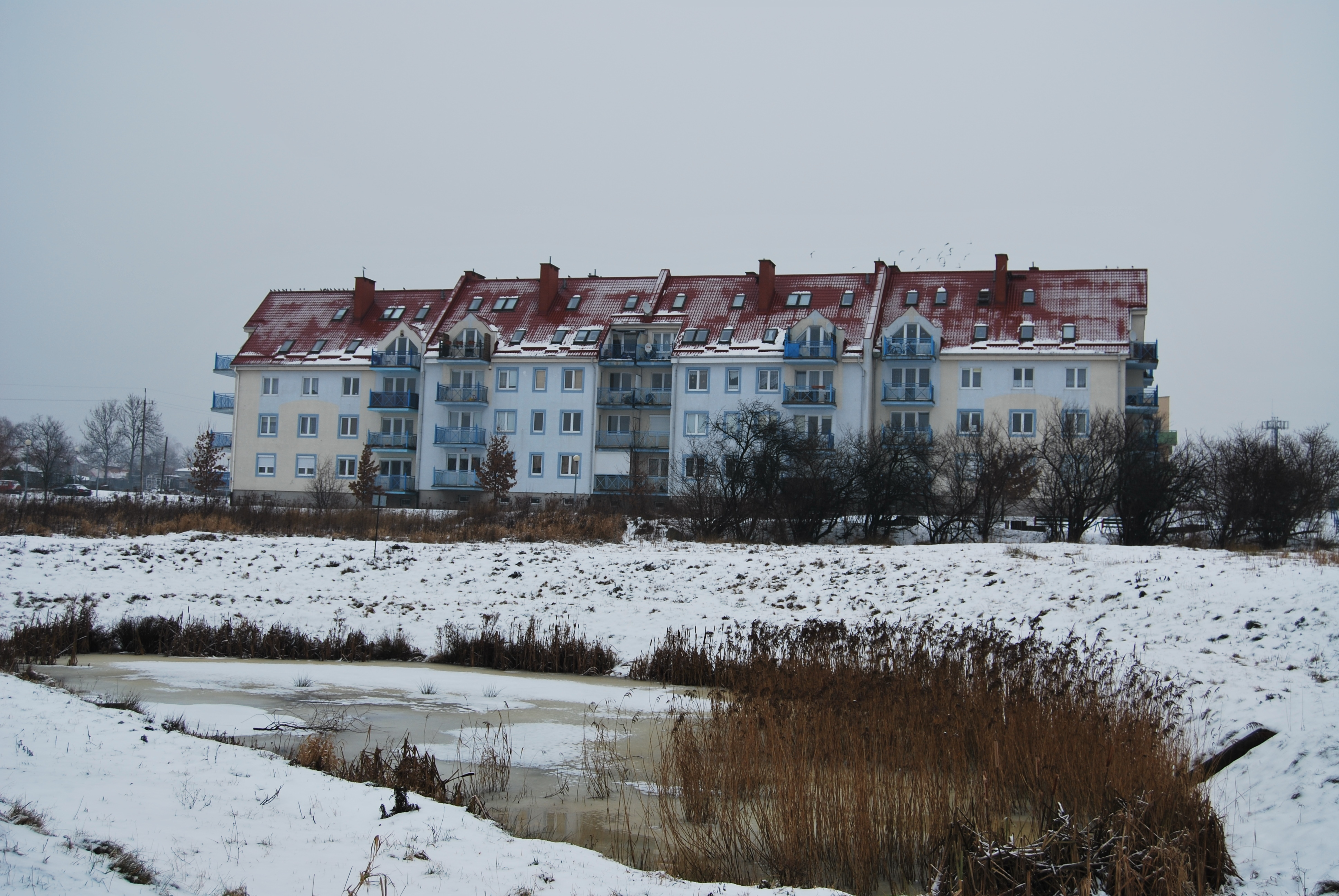
Ujeścisko

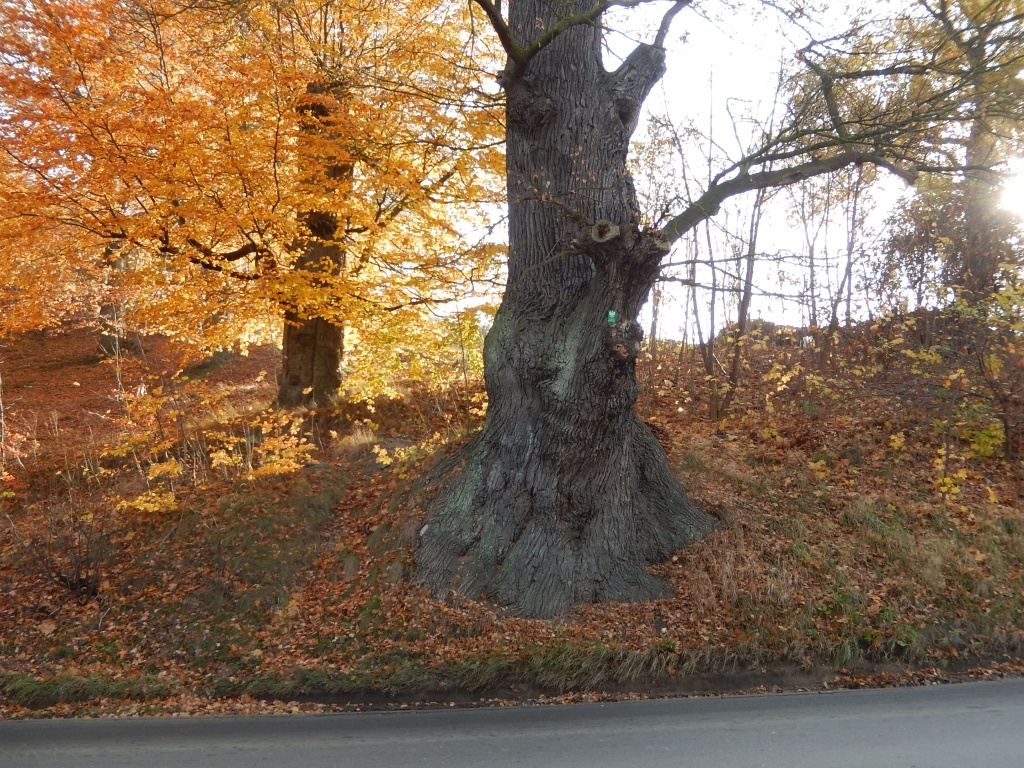
Dąb szypułkowy przy ul. Niepołomickiej.

Ujeścisko-Łostowice – dzielnica Gdańska położona w południowej części miasta, zamieszkana przez 29 849 mieszkańców, ustanowiona w 2011 roku w wyniku podziału dzielnicy Gdańsk-Południe.
Dzielnica ma charakter szybko rozwijającego się przedmieścia (wzrost liczby mieszkańców z 17,8 do 20,7 tys. w okresie 2011-2013) o funkcjach głównie mieszkalnych.

## Terytorium
Powierzchnia dzielnicy to 7,87 km².

### Sąsiednie dzielnice
Z dzielnicą graniczą następujące inne dzielnice Gdańska:
- od zachodu: Jasień
- od północy: Piecki-Migowo, Siedlce
- od wschodu: Wzgórze Mickiewicza, Chełm, Orunia Górna-Gdańsk Południe
- od południa: Orunia Górna-Gdańsk Południe

Od południowego wschodu granica dzielnicy jest jednocześnie granicą administracyjną miasta z gminą Kolbudy.

### Osiedla
Na dzielnicę składają się osiedla:
- Ujeścisko,
- Łostowice,
- Zakoniczyn,
- Zabornia.
- Gdańsk Kowale

Osiedla położone na południe od ul. Świętokrzyskiej oraz Orunia Górna należą do dzielnicy Orunia Górna-Gdańsk Południe.

## Ważne ulice
Dzielnicę przecinają dwie arterie o znaczeniu ponadlokalnym:
- ul. Kartuska
- al. Armii Krajowej

Wzdłuż granic dzielnicy przebiegają kolejne arterie:
- ul. Świętokrzyska
- al. Vaclava Havla

## Pomniki przyrody
Na terenie dzielnicy rośnie 5 pomników przyrody:
- topola biała przy ul. Wielkopolskiej, przy przystanku autobusowym
- dąb szypułkowy o obwodzie 375 cm, przy ul. Wielkopolskiej
- dąb szypułkowy o obwodzie 630 cm, na wzniesieniu przy ul. Niepołomickiej (największy obwodowo dąb w mieście)
- dąb szypułkowy o obwodzie 360 cm, na Wzgórzu Luizy przy ul. Niepołomickiej
- buk zwyczajny o obwodzie 304 cm, na Wzgórzu Luizy przy ul. Niepołomickiej.

## Rada Dzielnicy

### Kadencja 2024–2029[4][5][6][7]
- Przewodniczący Zarządu Dzielnicy
  - Piotr Lachowski
- Przewodniczący Rady Dzielnicy 
  - Marcin Malicki

### Kadencja 2019–2024[8]
- Przewodniczący Zarządu Dzielnicy
  - Piotr Lachowski
- Przewodnicząca Rady Dzielnicy 
  - Sylwia Rydlewska-Kowalik

### Kadencja 2015–2019[9]
- Przewodniczący Zarządu Dzielnicy
  - Piotr Lachowski
- Przewodnicząca Rady Dzielnicy 
  - Danuta Gdaniec

### Kadencja 2011–2015[10][11]
do 1 czerwca 2014 jako Rada Osiedla
- Przewodnicząca Zarządu Dzielnicy
  - Krystyna Dominiczak
- Przewodnicząca Rady Dzielnicy 
  - Elżbieta  Dudek